# Три жіночі постаті
«Три жіночі постаті» — автопортрет української художниці, яскравої представниці європейського кубізму та футуризму Олександри Екстер з її подругами. Написаний в 1910 році. Зберігається в Національному художньому музеї України.

## Опис
На картині зображено три жіночі постаті: авторка (фігура ліворуч у червоній S-подібній сукні)  і дві її однодумиці - київські подруги художниці Євгенія Прибильська і Наталія Давидова, з якими вона відроджувала народні промисли в селах Скопці на Київщині та Верхівка на Полтавщині, а також собачка мисткині.  
У цьому творі зображення умовно. Авторка навмисне «стирає» індивідуальні риси обличчя, залишає лише овал - чисту геометричну форму. Активну, незалежну натуру жінок, які сміливо прокладають свою дорогу у мистецтві та житті розкривають пози, жести, динаміка ліній та сила звучання кольорів. Основну увагу Екстер приділяє контрасним кольорам (сине тло і насичений червоний в одязі одніє жінки). Завдяки умовності зображення фігур художниця створила виразні образи представниць української арт-сцени початку ХХ століття. 
Мистецтвознавці відносять роботу до стилю модерн, хоча в ній відсутні декоративні елементи і орнаменти. 